# Karsten Baumann
Karsten Baumann (* 14. Oktober 1969 in Oldenburg (Oldenburg)) ist ein ehemaliger deutscher Fußballspieler und heutiger -trainer.

## Karriere

### Als Spieler
Der Verteidiger machte seine ersten Schritte als Fußballer beim TuS Eversten, danach spielte er bis 1988 beim VfB Oldenburg. Im Alter von 19 Jahren wechselte er zum Bundesligisten 1. FC Köln. Mit der Zeit konnte er sich einen Stammplatz als Abwehrspieler in der ersten Elf sichern. Seine Leistungen wurden vom DFB mit Einladungen für die U-21-Nationalmannschaft belohnt. Dort kam er einmal zum Einsatz, ebenso in der Olympia-Nationalelf. 1998 holte ihn Borussia Dortmund, um den Defensivbereich zu verstärken. Auch im Ruhrgebiet hatte er lange einen Stammplatz sicher. Dennoch wurde er mit Ablauf der Saison 1999/2000 aussortiert und wechselte in die 2. Bundesliga zu Rot-Weiß Oberhausen. Ein Jahr später zog es ihn zurück nach Köln, wo er sich dem unterklassigen Verein SCB Preußen Köln anschloss. Anschließend war er beim Wuppertaler SV Borussia und der SG Wattenscheid 09 aktiv, bevor er 2006 seine Spielerkarriere beendete.

### Als Trainer
Nach dem Ende seiner aktiven Laufbahn begann Baumann eine fünfmonatige Trainerausbildung an der Hennes-Weisweiler-Akademie in Köln. Dort erhielt er die UEFA-Pro-Lizenz und wurde als Lehrgangsbester geehrt. Während seiner Ausbildung arbeitete er bereits bei der Vereinigung der Vertragsfußballspieler als Trainer für arbeitslose Profifußballer. Vom 20. Februar 2008 bis 28. April 2009 war er als Cheftrainer beim Drittligisten FC Rot-Weiß Erfurt tätig.
Am 12. Juni 2009 unterschrieb er einen Zweijahresvertrag beim Zweitliga-Absteiger VfL Osnabrück, mit welchem er am 8. Mai 2010 nach einem 1:0-Sieg bei Wacker Burghausen den Wiederaufstieg in die 2. Liga feierte. Am 21. März 2011 gab der VfL Osnabrück bekannt, dass Baumann gemeinsam mit seinem Co-Trainer Heiko Nowak von seiner Tätigkeit freigestellt wurde. Als Grund nannte der Verein die sportliche Situation nach vier Niederlagen in Folge und das Abrutschen der Mannschaft auf den Relegationsplatz.
Karsten Baumann wurde am 22. Februar 2012 bei einer Pressekonferenz des Zweitligisten FC Erzgebirge Aue, auf Tabellenrang zwölf liegend, als Nachfolger des am Tag vorher beurlaubten Trainers Rico Schmitt vorgestellt. Nach erfolgreichem Klassenerhalt 2011/12 geriet er mit seinem Team auch in der folgenden Spielzeit in den Abstiegskampf. Nach dem 0:0 im Heimspiel gegen den MSV Duisburg am 31. Spieltag der Saison 2012/13 gab der abstiegsbedrohte Verein am 28. April 2013 die Beurlaubung von Baumann und dessen Co-Trainer Marco Kämpfe bekannt.
In der Spielzeit 2013/14 war Baumann Cheftrainer des zu Saisonbeginn in die 3. Liga zwangsabgestiegenen MSV Duisburg, der jedoch den zum Saisonende auslaufenden Vertrag mit Baumann nicht verlängerte.
Am 9. Dezember 2014 übernahm Baumann den Trainerposten beim Drittligisten Hansa Rostock. Am 5. Dezember 2015 wurde er zusammen mit Sportdirektor Uwe Klein beurlaubt.
Seit 2017 leitet Karsten Baumann das Training mehrerer Fußball-Schulmannschaften der International School on the Rhine und soll gleichzeitig zur Professionalisierung des Sportprogramms an der Schule beitragen.

## Statistik
- 1. Bundesliga
261 Spiele; 9 Tore

- 2. Bundesliga
23 Spiele; 2 Tore

- Regionalliga West
79 Spiele; 1 Tor

- DFB-Pokal
16 Spiele; 2 Tore für 1. FC Köln

- UEFA-Cup / UI-Cup
14 Spiele für 1. FC Köln

## Erfolge
- 1989: Deutscher Vize-Meister
- 1991: DFB-Pokal-Finale
- 1999: Deutscher Hallenmeister

## Werdegang
Baumann studierte an der Deutschen Sporthochschule Köln.